# Mehdi Musztafa
Mehdi Musztafa Szbaa (arabul: مهدي مصطفى سبع) (Dijon, 1983. augusztus 30. –) francia születésű algériai labdarúgó, aki középpályásként játszik. Jelenleg a Lorient csapatában játszik, valamint az algériai labdarúgó-válogatottban.

## Pályafutása
Dijon városában a Fontaine-les-Dijon FC csapatában ismerkedett meg a labdarúgással, majd a Dijon FCO csapatában szerepelt. 1998-ban bekerült az AS Monaco akadémiájára, de a felnőtt csapatban sosem kapott lehetőséget.
2004-ben elhagyta a AS Monaco csapatát és a Valence együttesébe igazolt egy évre, miután 2005-ben felosztották a klubot csőd miatt. Ezt követően a Montluçon játékosa lett. Egy év után távozott és a Sète csapatának lett a játékosa. Itt felfigyelt a játékára a Nîmes Olympique és szerződtette és pályára léphetett a francia másodosztály. Több mint 100 mérkőzésen képviselte a csapatát.
2011. június 6-án aláírt az francia első osztályban szereplő AC Ajaccio csapatához 2013-ig. Augusztus 6-án debütált az Toulouse FC ellen 2-0-ra elvesztett haza bajnoki mérkőzésen kezdőként. A Montpellier Hérault SC ellen 3-1-re elvesztett mérkőzésen megszerezte első gólját új klubjában. A 2013-14-es szezonban a csapat csapatkapitánya lett, de ennek ellenére is kiestek.

## Válogatott
2010. október 30-án meghívott kapott az Algériai labdarúgó-válogatottba a Luxemburgi labdarúgó-válogatott elleni felkészülési mérkőzésre. Kezdőként lépett pályára és egészen a 69. percig is ott maradt. 2011. március 26-án szerepelt első tétmérkőzésén a válogatottban a 2012-es afrikai nemzetek kupája selejtező mérkőzésén a Marokkói labdarúgó-válogatott ellen 1-0-ra megnyert mérkőzésen, amelyen végig a pályán volt. Részt vett a 2013-as afrikai nemzetek kupáján és a 2014-es labdarúgó-világbajnokságon is.

## Család
Franciaországban született Dijon városában algériai apától és francia anyától. Apja Mazouna városában született  Algériában.